# غراهام ألكسندر
غراهام ألكسندر (بالإنجليزية: Graham Alexander)‏ (مواليد 10 أكتوبر 1971 في كوفنتري - إنجلترا) لاعب كرة قدم إنجليزي يلعب حاليا لصالح نادي الدرجة الممتازة بيرنلي الإنجليزي منذ 2007 في مركز الظهير الأيمن كما يجيد اللعب في مركز الوسط المدافع.

## مسيرته الكروية
لعب غراهام ألكسندر خلال مسيرته الاحترافية مع 4 أندية في أربعة وعشرون موسمًا وسجل خلالها 108 هدف ضمن 833 مباراة. ولم يفز بأي موسم بالكأس أو بالدوري.
خاض غراهام ألكسندر مسيرته مع نادي سكونثورب يونايتد في موسم 1990–91 ليلعب معه خمسة مواسم، مشاركًا في 159 مباراة سجل خلالها 18 هدفًا. ثم انتقل إلى نادي لوتون تاون في موسم 1995–96 ليلعب معه أربعة مواسم، حيث شارك في 150 مباراة سجل خلالها 15 هدفًا. لينتقل بعدها إلى نادي بريستون نورث إيند في موسم 1998–99 في المرة الأولى ليلعب معه عشرة مواسم ثم في موسم 2011–12 لمدة موسم واحد، مشاركًا طوالها في 370 مباراة سجل خلالها 55 هدفًا. ثم انتقل إلى نادي بيرنلي في موسم 2007–08 ليلعب معه أربعة مواسم، مشاركًا في 154 مباراة سجل خلالها 20 هدف.

## روابط خارجية
- غراهام ألكسندر على موقع قاعدة بيانات كرة القدم.إي يو (الإنجليزية)
- غراهام ألكسندر على موقع ناشيونال فوتبول تيمز (الإنجليزية)
- غراهام ألكسندر على موقع Soccerbase.com (لاعب) (الإنجليزية)
- غراهام ألكسندر على موقع عالم كرة القدم.نت (الإنجليزية)
- غراهام ألكسندر على موقع كووورة
- غراهام ألكسندر على موقع AS.com (الإسبانية)